# Paraliparis meganchus
Paraliparis meganchus és una espècie de peix pertanyent a la família dels lipàrids.

## Descripció
Fa 21,7 cm de llargària màxima i té entre 57 o 63 vèrtebres: 57-63. És inofensiu per als humans

## Alimentació
Menja invertebrats (sobretot, Mysida, amfípodes i sipúnculs).

## Hàbitat
És un peix marí i batidemersal que viu entre 220 i 1.145 m de fondària (normalment, entre 220 i 850).

## Distribució geogràfica
Es troba al Pacífic sud-oriental (Xile) i l'oceà Antàrtic (les illes Shetland del Sud, l'estret de Bransfield i les illes Òrcades del Sud).